# Дашевский, Вениамин Яковлевич
Вениами́н (Виктор) Я́ковлевич Даше́вский (13 октября 1933, Запорожье, УССР, СССР — 29 сентября 2021) — российский учёный-металлург. Доктор технических наук, профессор, действительный член РАЕН. Заведующий лабораторией физикохимии металлических расплавов им. академика А. М. Самарина Института металлургии и материаловедения им. А. А. Байкова РАН. Лауреат премии Совета Министров СССР, премии Правительства Российской Федерации и премии им. И. П. Бардина Российской академии наук.

## Биография

### Происхождение
Родился в семье видного советского металлурга Якова Вениаминовича Дашевского (1902—1987) — руководителя строительства и первого директора Запорожского завода ферросплавов, кавалера орденов Ленина, Трудового Красного Знамени и «Знак Почёта». Мать, Сарра Михайловна Борухович (1905—1994) — химик, окончила Екатеринославский университет, ученица профессора (в будущем — академика АН СССР) Л. В. Писаржевского. Работала в химических лабораториях ряда заводов и НИИ, перед уходом на пенсию преподавала химию в школе.
В 1951 году окончил с золотой медалью среднюю школу и поступил в Московский институт стали.

### Хроника творческой жизни
- 1951—1956: учился в Московском ордена Трудового Красного Знамени институте стали. Получил диплом с отличием; квалификация — инженер-металлург, специальность: «Металлургия чёрных металлов»;
- 1956—1960: работал на Челябинском электрометаллургическом комбинате плавильщиком, мастером, начальником смены;
- 1960—1963: обучался в аспирантуре Института металлургии им. А. А. Байкова АН СССР;
- с 1963 по настоящее время В. Я. Дашевский работает в ИМЕТ АН СССР/РАН;
- 1963—1970: младший научный сотрудник;
- 1966: защитил диссертацию на тему «Исследование термодинамической активности серы в расплавах на основе никеля»; научный руководитель — доктор технических наук, профессор А. Ю. Поляков. Присуждена учёная степень кандидата технических наук;
- 1970—1977: руководитель научной группы;
- 1977—1991: старший научный сотрудник;
- 1991—1996: ведущий научный сотрудник;
- 1993: защитил диссертацию на тему «Развитие научных основ и разработка технологии низкофосфористых марганцевых ферросплавов»; научный консультант — академик РАН Н. П. Лякишев (1929—2006). Присуждена учёная степень доктора технических наук;
- 1996—2005: главный научный сотрудник;
- с 2000 г. профессор НИТУ"МИСиС" (по совместительству);
- в 2005 по 2021: был заведующим лабораторией физикохимии металлических расплавов им. академика А. М. Самарина ИМЕТ РАН.

Своим учителем в науке В. Я. Дашевский считал видного советского металлурга академика АН СССР Александра Михайловича Самарина (1902—1970). На кафедре, которую возглавлял А. М. Самарин, Вениамин Дашевский учился в Институте стали. В дальнейшем маститый учёный принял молодого специалиста в аспирантуру, а после её окончания пригласил на работу в свою лабораторию. Эту лабораторию в дальнейшем Вениамину Яковлевичу и суждено было возглавить.

## Научная и педагогическая деятельность
Известный специалист в области физикохимии металлических и оксидных расплавов, теории и практики электротермии ферросплавов, В. Я. Дашевский является автором большого числа пионерских работ по исследованию термодинамических свойств растворов серы, фосфора, углерода и кислорода в расплавах на основе железа, никеля, кобальта, марганца, хрома. В этих работах применены оригинальные методы анализа газовой фазы и согласованного описания экспериментальных результатов с позиций теории ассоциированных растворов, по разработанной в ИМЕТ РАН модели квазиидеальных ассоциированных растворов. Профессор В. Я. Дашевский — разработчик одного из приоритетных научных и практических направлений металлургии ферросплавов: создания на основе теоретических и экспериментальных исследований новых прогрессивных процессов производства марганцевых ферросплавов.
Принимал активное участие в выполнении на основании Постановлений Государственного комитета СССР по науке и технике научно-исследовательских работ, направленных на решение насущных для современного производства проблем:
- повышения извлечения марганца при сквозной технологической цепочке, от руды до ферросплавов;
- снижения расхода электроэнергии на выплавку сплавов;
- повышения качества марганцевых ферросплавов, в первую очередь снижения содержания фосфора;
- вовлечения в производство карбонатных марганцевых руд.

Результаты выполненного В. Я. Дашевским большого цикла исследований физико-химических свойств металлических и оксидных расплавов на основе марганца, а также анализ работы промышленных предприятий, были положены в основу разработанной им эффективной ресурсосберегающей технологии производства высокосортных низкофосфористых марганцевых ферросплавов, предусматривающей вовлечение в производство отвальных шламов гравитационного обогащения марганцевых руд. При рассмотрении вопросов вовлечения в производство марганцевых руд отечественных месторождений неоднократно привлекался Государственной комиссией по запасам полезных ископаемых в качестве эксперта.
В. Я. Дашевский — автор более 400 научных трудов, в том числе 9 монографий, 14 авторских свидетельств на изобретения СССР и патентов Российской Федерации. Результаты проведённых им исследований опубликованы ведущими отечественными и зарубежными научными журналами, в числе которых: «Доклады Российской академии наук», «Металлы», «Расплавы», «Журнал физической химии», «Известия высших учебных заведений» (Чёрная металлургия), Steel Research, ISIJ International и др. Эти исследования дважды (в 1994 и в 1995) получали поддержку Международного научного фонда (ISF). Многократно являлся членом оргкомитетов международных, всесоюзных и российских научных конференций по металлургии, а также членом редакционных коллегий по изданию их трудов.
Профессор кафедры энергоэффективных и ресурсосберегающих промышленных технологий Национального исследовательского технологического университета «МИСиС». В. Я. Дашевским подготовлен новый для кафедры курс «Теория и технология ферросплавов», который он читал магистрантам.
Член ряда научных и редакционных советов:
- Учёного совета ИМЕТ РАН;[3]
- Диссертационного совета Д.002.060.03 при ИМЕТ РАН;[4]
- Диссертационного совета Д.217.035.02 при ФГУП «ЦНИИчермет им. И. П. Бардина»;
- Научного совета РАН по металлургии и металловедению;
- Экспертной комиссии по присуждению премии имени И. И. Бардина Российской академии наук
- редколлегии журнала «Металлы»;
- редколлегии журнала «Сталь» (раздел «Ферросплавы»);
- редколлегии журнала «Электрометаллургия»;
- редколлегии журнала «Черные металлы»;[5]
- международного редакционного совета журнала «Проблемы металлургии, сварки и материаловедения» (Грузия);
- Национальной ассоциации по экспертизе недр. Эксперт России по недропользованию;
- Научно-технического и координационного совета по проблемам и перспективам производства ферросплавов при Международном союзе металлургов.

## Признание
- 1985: медаль «Ветеран труда»;
- 1990: премия Совета Министров СССР — за участие в работе «Комплекс научных исследований, проектно-конструкторских и технологических разработок по техническому перевооружению и расширению электротермического производства марганцевых ферросплавов с внедрением электропечей большой мощности, эффективных прогрессивных технологий и оборудования»;
- 1995: действительный член New York Academy of Sciences;
- 1997: премия Правительства Российской Федерации — за участие в работе «Комплекс научных исследований, технологических разработок и освоение новых прогрессивных процессов производства ферросплавов»;
- 1997: медаль «В память 850-летия Москвы»;
- 1999: фигурант справочника Who's Who in the World;
- 2007: член-корреспондент Российской академии естественных наук;
- 2008: за плодотворную педагогическую деятельность награждён золотым Памятным знаком НИТУ «МИСиС»;
- 2010: премия имени И. П. Бардина Российской академии наук — за цикл работ «Физико-химические основы и технические решения процессов, направленных на повышение качества стали» (совместно с В. И. Жучковым и Е. Х. Шахпазовым);[6]
- 2012: действительный член Российской академии естественных наук;[2]
- 2014: почетный академик Академии наук высшей школы Украины;
- 2018: за плодотворную педагогическую деятельность награждён медалью «За безупречную службу МИСиС» I степени;
- две Почётные грамоты Президиума РАН (1974, 1999).

## Список наиболее известных научных трудов
1. Марганец для третьей металлургической базы на Востоке.// Известия АНСССР.— ОТН, 1957, № 7.— Соавт.: Я. В. Дашевский;
2. Исследование механизма взаимодействия кислорода с углеродом и шлакообразующими элементами в сталеплавильной ванне.// Известия АНСССР.— Металлы, 1970, № 5.— Соавт.: А. М. Самарин, А. Ю. Поляков, Ю. Д. Кузьмин, Е. К. Ким;
3. Выплавка низкофосфористого углеродистого ферромарганца сиспользованием концентрата химического метода обогащения.// Сталь, 1987, № 4.— Соавт.: Я. В. Дашевский, В. И. Кашин, Б. П. Сафонов, Б. Ф. Величко, В. И. Ишутин;
4. A.M.Katsnelson, V.Ya.Dashevskiy, V.I.Kashin. Carbon activity Fe-, Co-, Ni- and Mn-based melts at 1873 °K.// Steel Research, 1993, No4;
5. Термодинамика растворов кислорода вжелезоникелевых расплавах, содержащих Mn, Si, Al.// Доклады РАН, 1995, т.346, № 2.— Соавт.: А. М. Кацнельсон, Н. Н. Макарова, В. И. Кашин;
6. V.Ya.Dashevskiy, A.M.Katsnelson, N.N.Makarova, K.V.Grigorovitch, V.I.Kashin. Deoxidation Equilibrium of Mn and Si in Liquid Fe-Ni Alloy.// ISIJ International, 2003.— V.43, No10;
7. Термодинамика растворов кислорода врасплавах системы Fe-Ni, содержащих углерод.// Доклады РАН, 2005.— Т.405, № 1.— Соавт.: Н. П. Лякишев;
8. Металлургия ферросплавов. М.:Издательский дом МИСиС.— Ч.1, 2006; ч.2, 2007; ч.3, 2009.— Соавт.: Н. П. Лякишев, М. И. Гасик;
9. Комплексная переработка карбонатного марганцевого сырья. Химия итехнология. Челябинск: Издательский центр ЮУрГУ.— 2009.— Соавт.: В. П. Чернобровин, В. Г. Мизин, Т. П. Сирина;
10. Физико-химические основы раскисления железоникелевых сплавов. М.: Физматлит, 2011.
11. Ферросплавы. Теория и технология. М.: Издательский дом МИСиС. 2014;
12. Deoxidation of Niobium in the Iron-Nickel Melts.// Metallurgical and Materials Transactions, 2015.— V.46B, No2.
13. Фосфор при выплавке марганецсодержащих ферросплавов. М.: Издательский дом НИТУ «МИСиС». 2018. — Соавт. Л. А. Полулях, А.Я. Травянов

## Семья, досуг
Жена Вениамина Яковлевича, Эмма Васильевна Дашевская (род. 1937) — переводчик, окончила Московский государственный педагогический институт иностранных языков.
Основное увлечение В. Я. Дашевского в часы досуга — чтение художественной литературы.